# Resolutie 2165 Veiligheidsraad Verenigde Naties
Resolutie 2165 van de Veiligheidsraad van de Verenigde Naties werd unaniem door de VN-Veiligheidsraad aangenomen op 14 juli 2014. De resolutie stond de VN-hulporganisaties en meewerkende partnerorganisaties toe gebruik te maken van enkele bijkomende Syrische grensovergangen en door het conflictgebied in dat land te trekken om hulpgoederen bij de bevolking te krijgen.

## Achtergrond
In 2011 braken in navolging van andere Arabische landen ook in Syrië protesten uit tegen het regime. Dat regime van president Bashar al-Assad probeerde de protesten met harde hand neer te slaan, waarbij duizenden doden vielen. Eind 2011 stelde de Arabische Liga een vredesplan voor en stuurde waarnemers, maar dat plan mislukte. Van VN-kant werden verscheidene resoluties van de Veiligheidsraad geblokkeerd door Rusland en China. In februari 2012 werd voormalig Secretaris-Generaal Kofi Annan aangesteld als bemiddelaar. Zijn plan hield een staakt-het-vuren in dat op 10 april 2012 moest ingaan, en waarop VN-waarnemers zouden toezien. Twee weken later werd hiertoe de UNSMIS-missie met 300 ongewapende militaire waarnemers opgericht.

## Inhoud
Het geweld in Syrië nam toe. Er waren al 150.000 mensen omgekomen, onder wie meer dan 10.000 kinderen. De humanitaire situatie in het land ging snel bergaf. 10 miljoen mensen hadden hulp nodig, 6,4 miljoen waren op de vlucht, 4,5 miljoen waren moeilijk te bereiken en 240.000 zaten vast in oorlogsgebieden. De landen Libanon, Jordanië, Turkije, Irak en Egypte werden geprezen voor het opvangen van meer dan 2,8 miljoen vluchtelingen.
De rechten van de mens werden op grote schaal geschonden door alle partijen. Vooral bombardementen, aanslagen, martelingen en mishandelingen in bevolkte gebieden stemden daarbij tot onrust, alsook de verspreiding van extremistische bewegingen en het viseren van de bevolking op basis van etniciteit of godsdienst.
In de vorige resolutie was geëist dat noodhulpverlening werd mogelijk gemaakt, maar daaraan was onvoldoende gehoor gegeven. Opnieuw werd geëist dat medische instellingen, scholen en bevolkte gebieden niet voor militaire doeleinden mochten worden gebruikt of aangevallen.
De hulporganisaties van de VN en hun partners kregen toestemming – na het inlichten van de Syrische autoriteiten – door conflictgebieden te trekken en gebruik te maken van de grensovergangen bij Bab al-Salam, Bab al-Hawa, Al Yarubiyah en Al-Ramtha om humanitaire bijstand tot bij de mensen te brengen. Ook werd een toezichtsmechanisme opgericht om toe te zien op de leveringen. Verder moesten de partijen in het conflict de leveringen ongehinderd toestaan.

## Verwante resoluties
- Resolutie 2139 Veiligheidsraad Verenigde Naties
- Resolutie 2191 Veiligheidsraad Verenigde Naties
- Resolutie 2258 Veiligheidsraad Verenigde Naties (2015)

Lijst ·  2133 ·  2134 ·  2135 ·  2136 ·  2137 ·  2138 ·  2139 ·  2140 ·  2141 ·  2142 ·  2143 ·  2144 ·  2145 ·  2146 ·  2147 ·  2148 ·  2149 ·  2150 ·  2151 ·  2152 ·  2153 ·  2154 ·  2155 ·  2156 ·  2157 ·  2158 ·  2159 ·  2160 ·  2161 ·  2162 ·  2163 ·  2164 ·  2165 ·  2166 ·  2167 ·  2168 ·  2169 ·  2170 ·  2171 ·  2172 ·  2173 ·  2174 ·  2175 ·  2176 ·  2177 ·  2178 ·  2179 ·  2180 ·  2181 ·  2182 ·  2183 ·  2184 ·  2185 ·  2186 ·  2187 ·  2188 ·  2189 ·  2190 ·  2191 ·  2192 ·  2193 ·  2194 ·  2195